# Baralla de cartes

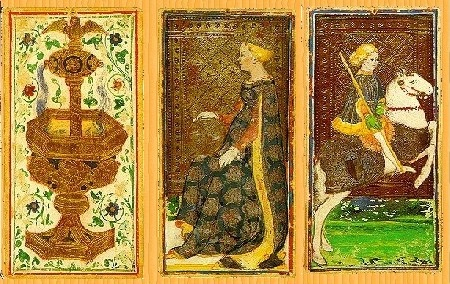
Tarot de Visconti - Sforza

Una baralla de cartes és un joc de naips o cartes de joc, en general 48. Aquests solen ser unes estampes rectangulars —la major part del temps— fetes de cartó, que tenen un dibuix per una cara i certs objectes en l'altra o un nombre de figures variable.

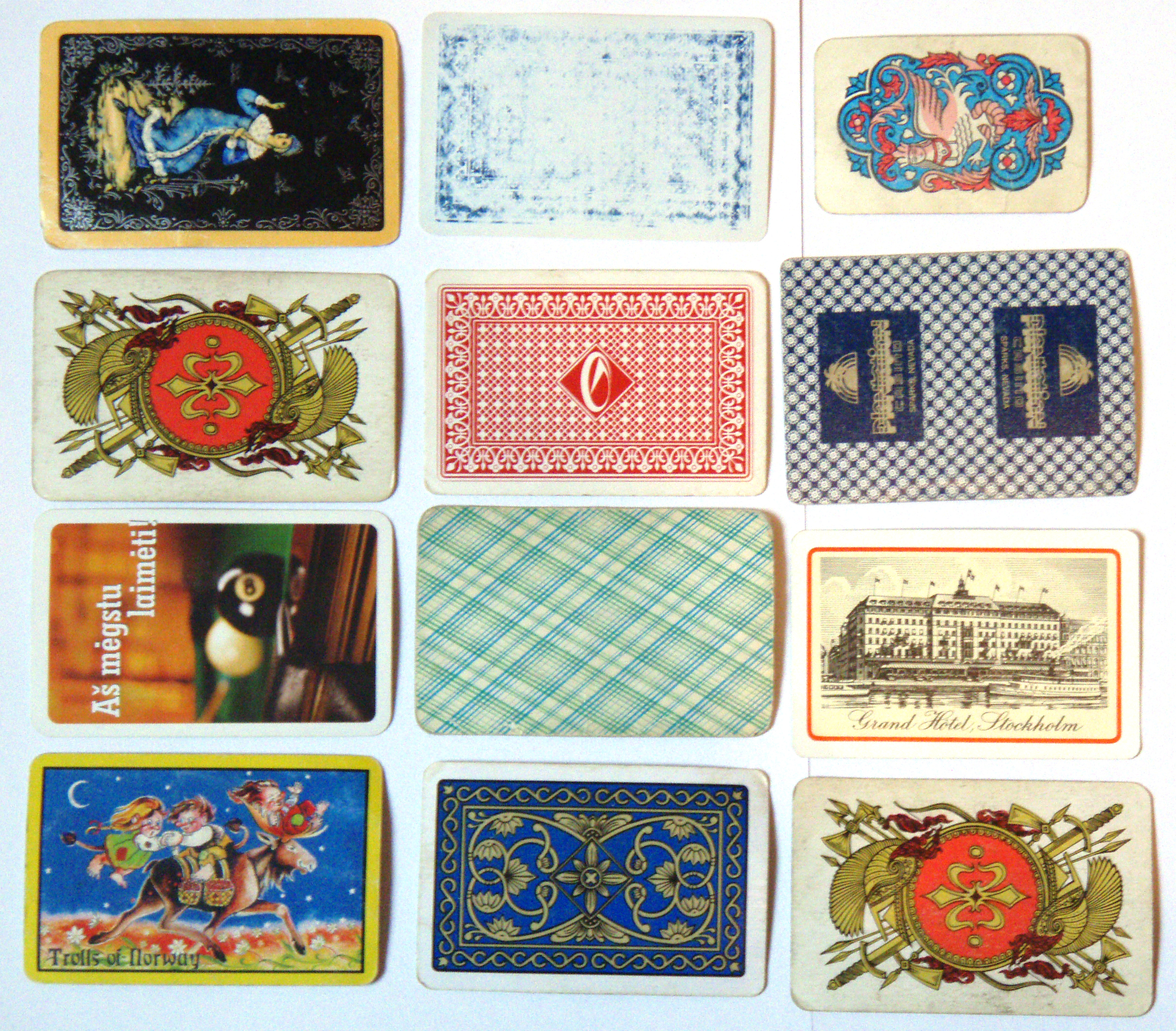
Les cartes o naips solen tenir un dibuix per la part de darrere variable

Les recerques assenyalen que els naips i, per tant, la baralla, van ser creats al segle xii a la Xina, i que van arribar a Europa d'Orient introduïts pels àrabs cristianitzats a Catalunya i després van passar a Itàlia durant el regnat de Pere el Gran.
Existeixen diferents tipus de baralles, cada regió o país posseeix les seves pròpies, algunes de més conegudes que les altres, com per exemple la baralla anglesa, francesa o de Tarot.
El primer esment que es fa d'un joc de naips és a Barcelona, el 1310 pel Consell de Cent, per tant ja existien anteriorment. Generalment, els jocs requereixen una baralla completa. Per a certs jocs cal apartar les cartes que no s'utilitzen —Durak, Pinacle— i en alguns altres cal que s'utilitzin dos o tres jocs de baralles —Canastra.

## Etimologia
L'Alcover Moll diu que el mot baralla no sembla pas venir de baralla 'renyina' sinó que sembla adaptació del castellà baraja.
En castellà la RAE diu que 'naipe' ve del català naip, i aquest potser de l'àrab ma‘íb 'censurable'.

## Naips
Els naips, o «cartes» tradicionals, són elements del joc de naips. Són unes estampes fetes sobre cartró o material plàstic que formen una baralla i que s'han de barallar, barrejar, mesclar o fer les cartes abans de jugar. Gairebé sempre tenen forma rectangular, però en alguns països com l'Índia poden tenir formes rodones. Els jocs de naips més coneguts són el Tute, el Mus i la Brisca (a Espanya), el Truc, (a Argentina, Xile, Paraguai, Veneçuela i Uruguai), el Bridge, el Pòquer i la Canastra.

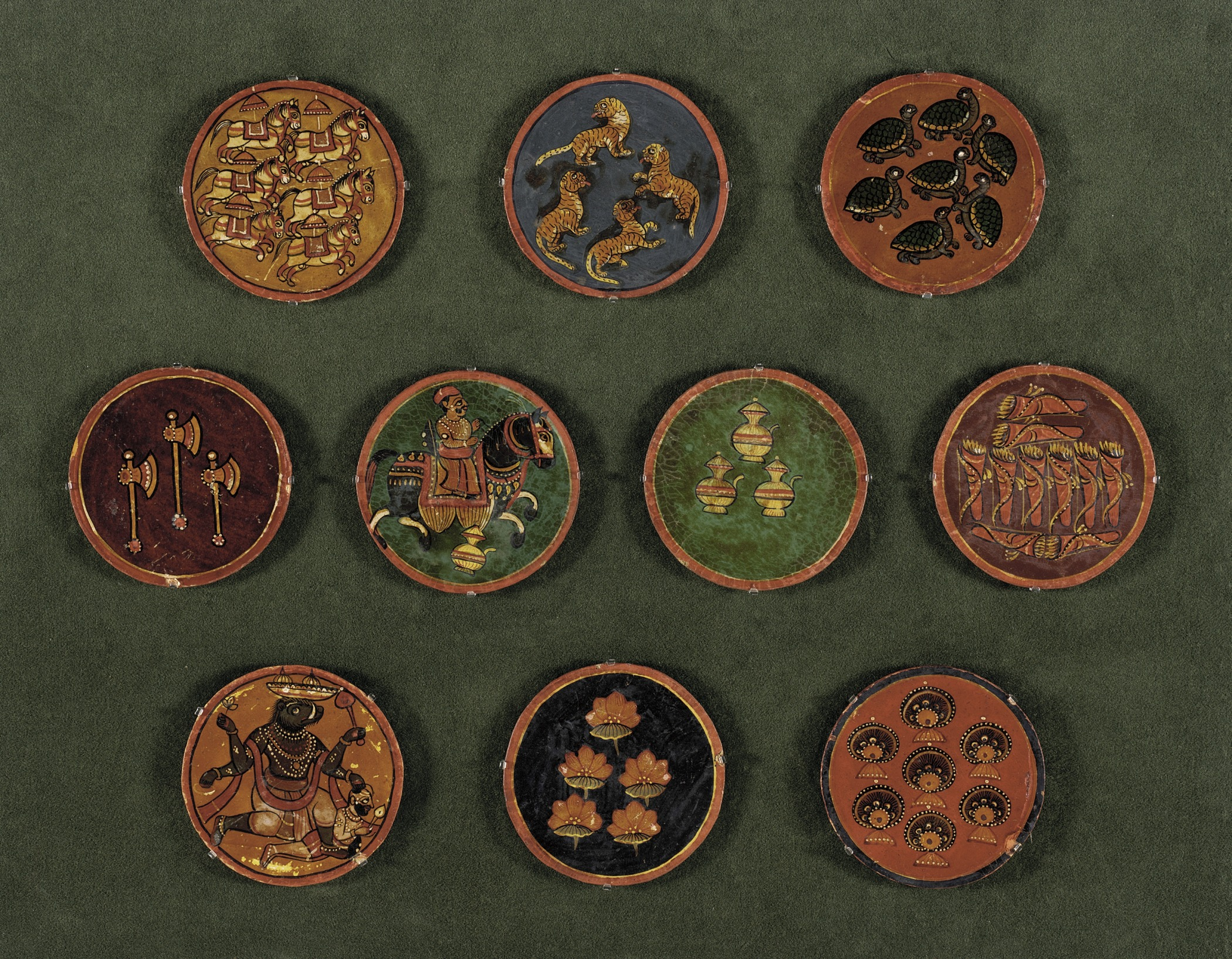
Les cartes d'Índia són rodones.

Exemples de naips utilitzats en la baralla espanyola, la francesa, l'alemanya i l'anglesa. Les baralles difereixen pel nombre i la nomenclatura dels naips.

## Història
Hi ha diferències d'opinions sobre si els naips es van crear a l'Índia, o si es van usar primer a la Xina o a Egipte, encara que l'opinió majoritària és que haurien estat creades al segle xii, a la Xina.
A la Xina es jugava amb un tipus de naip (baralla de cartes xinesa) que derivava del paper moneda i de les fitxes del dòmino. A Pèrsia es va originar el Ganjifa o Gânjaphâ, un tipus de joc de cartes que es va fer popular en l'Índia durant l'imperi mogol al segle xvi. A Índia es jugava el Dasavatara Ganjifa, joc que està format per una baralla amb deu colls basats en els deu avatars o reencarnacions del déu Visnú: peix, tortuga, senglar, lleó, nan, destral, arc i fletxa, raig, caragol de mar i cavall. La major part dels naips indis són rodons, de diferents grandàries i estan fets amb cartó lacat, cartó pedra i a cops ivori. Igualment, al Japó es juga els jocs de cartes Karuta i les seves dues baralles més populars són el Hanafuda i el Uta-garuta.

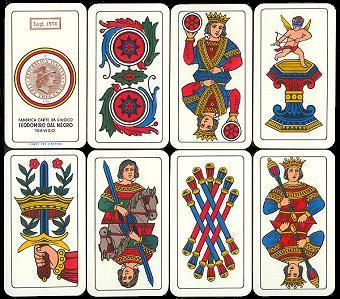
Cartes d'un joc italià.

El més probable és que els naips arribessin a Europa d'Orient, introduïts pels àrabs per la mitjanceria dels regnes cristians d'Espanya, encara que també es diu que van ser portats pels croats. La primera versió es pot sostenir en el fet que la baralla més antiga sigui la que és dita espanyola i que els colls de la baralla àrab eren monedes, copes, simitarres i bastons, que evolucionarien després a ors, copes, espases i bastos.
Pel que sembla, el Consell de Cent, va prohibir els jocs de cartes el 1310 a Barcelona, essent aquesta la menció més antiga del joc de naips a Europa, perquè la prohibició prova que ja feia anys que eren en ús. També en altres parts de la península ibèrica, eren coneguts els naips, puix que per exemple a Castella els estatuts de l'ordre de cavalleria de la Banda fundada per don Alfons XI de Castella el 1331, prohibien als cavallers de jugar a naips. Una mateixa interdicció va dictar don Joan I de Castella el 1387. Del reialme d'Aragó i Catalunya van poder passar a Itàlia, a partir de la conquesta de Sicília per Pere III d'Aragó (1282). Emperò els italians pretenen haver-los conegut ja el 1299 i si, com creuen alguns, els naips van donar ocasió al gravat sobre fusta també s'hauria d'atribuir aquesta invenció als italians. Però el més segur és que, si vingueren d'Orient els naips, també en va venir el mode d'impressió.

A França, el 1337, en les constitucions de l'Abadia de Sant Víctor, a Marsella, s'esmenta —prohibint-ho als frares— un joc que diuen «pàgines» que es podria referir als naips:
| « | quod nulla persona audeat nec praesumat ludere ad taxillos nec ad paginas | » |

 L'agost de 1381, el fill d'un mercader de Marsella, a punt d'embarcar per a Alexandria, promet d'abstenir-se dels jocs d'atzar, entre els quals anomena la baralla: nahipi.
El pare jesuïta Menéstrier (1631-1705), en un article publicat el 1702, en el Journal del Trévoux, exposa que les primeres cartes franceses es van fabricar a Espanya el 1392 per a entreteniment del rei Carles VI de França, afligit d'atacs de «malenconia», i que el joc simbolitzava l'estructura feudal.

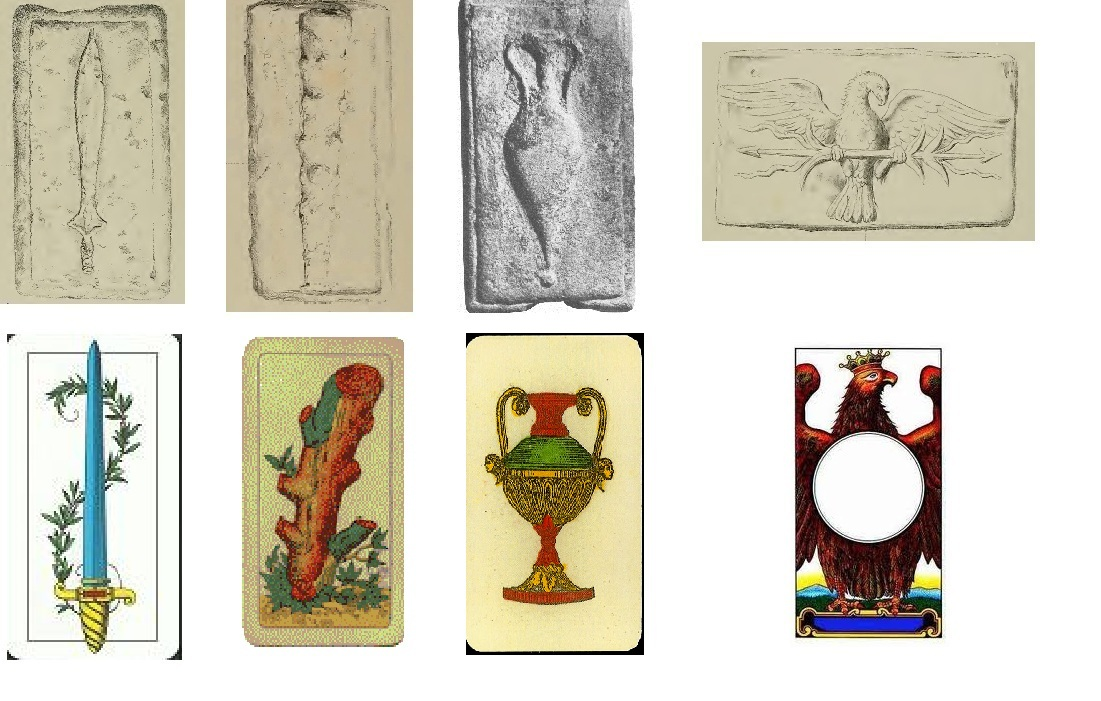
Aes signatum i asos moderns

Un decret del Senat de Venècia de 1441 que prohibia la introducció de naips en la Senyoria indica que la seva fabricació després d'haver estat florent es trobava en decadència per les importacions de baralles estrangeres. Els naips del segle xv que es conserven a Venècia i altres ciutats són més grans que els d'avui i d'un cartó gruixut semblant al paper de cotó dels antics manuscrits. Les figures que ressalten sobre camp d'or són: tres reis, dues dones i dues sotes (en la baralla espanyola, cada una de les quatre cartes que duen el nombre 10 i una imatge d'un patge o infant, ço és un soldat de peu), una d'elles a cavall. Cada figura porta un bastó, una espasa o una moneda. Les colors semblen aplicades per mitjà d'uns contramotlles.
En alguns naips antics es pintaven dones en lloc d'homes sobre els palafrens. En algunes zones d'Andalusia, els asos estaven representats en forma de nois nus.
Una nova teoria és que els asos de certes baralles estan directament inspirats en les monedes romanes anomenades Aes.

## Evolució
A partir de la primitiva baralla espanyola de 56 cartes —quatre colls de catorze cartes— es va crear la del Tarot, afegint-hi vint-i-dos naips, sense coll específic, els arcans majors, i mantenint la resta de la baralla. Semblant tenir origen en el inchiate.
Si bé és molt discutible, sembla que la primera baralla diferent de l'espanyola va ser la baralla alemanya, amb quatre colls —campanes, fulles, cors i glans) amb deu nombres i tres figures. Amb el temps va perdre els nombres 2 al 5, tots dos inclusivament, esdevenint una baralla de trenta-sis cartes.
Com l'alemanya, la baralla francesa, substitueix els nombres de les figures per lletres, R (roi), D (dame) i V (valet), esbiaixant així el malefici del número tretze, i, també com l'alemanya i l'espanyola més moderna, deixa reduïdes les figures a tres. Els seus colls són piques, cors, trèvols i diamants. L'anglesa deriva de la francesa, canviant els noms de les figures, J (jack), Q (queen) i K (king) i també de l'as (A).

### Significat dels colls en la baralla francesa
Alguns expliquen que els colls de la baralla tenen el significat dels quatre pilars de la societat en l'edat mitjana:
- ♦ Diamant o Ors o Cocos o Rombes: economia de l'edat mitjana o també la Monarquia;
- ♠ Piques o Espases: exèrcit o també la Noblesa de gran importància en l'època en què es van lliurar grans batalles.
- ♥ Cor o Copes: Església o el Clergat que va prendre gran importància en l'edat mitjana.
- ♣ Trèvol o Bastos o Flors: agricultura o també els Plebeus de la societat feudal.

## Expressions relacionades
- Carta falsa o carta blanca: en alguns jocs de naips, la que no és triomf o és de poc o cap valor;
- carta falla: la que exigeix que es falli en certs jocs de naips;
- carta ferma: la més gran del joc o la que guanya les que encara no s'han jugat.

### Vocabulari
- acollar, apariar, destriar: classificar les cartes en mà per color.
- atot: carta del coll triat que mana per damunt dels altres colls.
- banca: en certs jocs de contrapartida, jugador que dirigeix el joc i n'assumeix les juguesques de tots els altres jugadors.
- basa o plega: cartes que el jugador recull en guanyar una jugada; en certs jocs de cartes, cadascuna de les partides que són part d'un període de joc més llarg. Fer basa: recollir les cartes guanyades en una jugada.
- bola (fer '') : guanyar totes les bases, en certs jocs de cartes.
- cantar: proclamar que s'ha assolit una determinada opció de joc o combinació de cartes.
- capot: jugada de cartes en què un jugador fa totes les vases i deixa l'altre sense fer ne cap.
- capot (fer o donar '') (a algú): guanyar un jugador totes les bases (o un cert nombre de bases al la fi del joc).
- carta falla: a la botifarra, nom que es dona al naip que és el sol d'un cert coll entre els que posseeix un jugador.
- catxa, catxar (ang: bluff): en els jocs d'envit, juguesca forta que es fa malgrat tenir un mal joc amb l'esperança de guanyar la basa perquè els altres jugadors s'acovardiran perquè pensaran que el jugador que la fa té bones cartes.
- catxar: prendre, apoderar-se de cartes d'altri. «Catxa-li un trumfo».
- coll: cadascuna de les quatre menes de cartes que formen la baralla i que es coneixen per les quatre diferents figures (oros, copes, espases i bastos). De quin coll anem?
- contrafallar: V. Refallar
- crupier: persona que dirigeix el joc en un casino o casa de joc.
- donada: acte de donar; especialment, acte de repartir les cartes als jugadors (cast. mano).
- donar: repartir les cartes als jugadors.
- envidar: fer un envit.
- envit: juguesca estratègica consistent en augmentar la posada inicial durant el transcurs d'una partida.
- escapçar: dividir les cartes en dos munts, després d'escartejades, posant a sota les que eren damunt, per a evitar possibles fraus projectats pel jugador que les ha escartejades.
- escartejar, mesclar, barrejar o fer les cartes: remenar i barrejar les cartes d'un joc abans de jugar.i repartir-les als jugadors (cast. barajar).
- espitjar: en alguns jocs de cartes, descobrir lentament i amb un cert teatre el número d'una carta mitjançant el fet de fer-hi lliscar girant per damunt una altra carta. El centre del gir és l'angle inferior esquerre de les dues cartes.
- falla: mancança d'un dels quatre colls.
- fallanca: engany simulat.
- fallar: en certs jocs de cartes, estar mancat de cartes del coll que s'ha tirat, i haver de tirar trumfo per a guanyar al contrari; cast. fallar.
- ferma: dit d'una carta (o jugada) qualsevol quan se sap segur que és la carta de més valor restant en el joc, normalment perquè les de més valor ja s'han jugat.
- girada: acte de descobrir la que ha d'ésser trumfo; cast. voltereta.
- mà: jugada; volta en què es juguen les cartes que s'han donat d'una vegada. Tenir la mà o Ésser mà: ser el primer en l'orde dels jugadors; ser qui rep la primera carta o fitxa quan les reparteixen i qui la tira en començar el joc; Perdre la mà: deixar, el primer en l'orde, la preferència a algun dels companys; cedir voluntàriament la preferència a un altre.
- palla: cartes que valen molt pocs punts a qui les guanya.
- parar, pagar o dur-lo: perdre.
- passada: jugada; volta en què es juguen les cartes que s'han donat d'una vegada.
- passar: renunciar a prendre part en la jugada, sia voluntàriament, sia per necessitat.
- patota (fer la '') : fer un engany als companys de joc (cas. hacer trampa).
- pedres: cartes que valen molts de punts a qui les guanya.
- pinta: senyal que tenen en els dos caps certes cartes de jugar, perquè es pugui conèixer de quin coll són abans de destapar-les; cast. pinta.
- refallar: jugar un atot superior a aquell amb què un altre jugador ha fallat.
- retrucar: en el joc de truc, trucar el jugador que ha acceptat el truc d'un adversari.
- tallar: en certs jocs, distribuir les cartes; portar el joc i jugar diners o quelcom altre contra tots els altres jugadors.
- timba: període que hom ha estat jugant a cartes.
- totar d'oros: jugar amb els trumfos a la mà.
- trabucar les cartes: posar les cartes de joc amb la figura cap avall.
- trumfo: coll que gaudeix d'una determinada preferència, segons cada mena joc.

En alguns països hispanòfons es coneix l'espasa com a «pica», «cor negre» i el diamant com a «rombe», «coco» o «brillo».

## Tipus de baralles

### Baralles per a jocs de cartes
Baralles europees clàssiques
- La baralla espanyola té 48 naips, i de vegades 2 comodins (baralla de 50), repartits el quatre colls: ors, copes, espases i basts. La baralla de 48 cartes està numerada de l'1 (as) al 9, essent les figures el 10 (sota), l'11 (cavall) i el 12 (rei), i molt sovint hi ha en el comprat malls de 40 naips, sense els vuits i els nous, puix que molts jocs així ho requereixen. Altres jocs, com la Manilla, empren la baralla espanyola de 48 naips;
- la baralla italiana[14] és igual que l'espanyola de 40 cartes, amb la diferència que la sota està numerada com 8, el cavall com 9 i el rei com 10. Probablement la baralla espanyola va ser adoptada al Regne de Nàpols durant el domini d'Aragó i ha evolucionat posteriorment més a Espanya que a Itàlia, per la qual cosa la napolitana és semblant a l'antiga baralla espanyola;
- la baralla alemanya té un total de 40 cartes numerades del 6 al 10, seguides per Unter o Bauer (inferior o pagès), Ober o Dame (superior o dama), König (rei) i Daus o Ass (dos o as). Estan repartides en quatre colls: Schellen (campanes), Gras o Grün o Laub (pastura, verd o fullatge), Herz o Rot (cor o vermell) i Eichel (gla) —existeixen diverses derivacions d'aquesta baralla com la centreeuropea, la franca o la suïssa—;
- la baralla francesa té 52 cartes distribuïdes en 4 colls (cors, diamants, piques i trèvols) essent numerades de l'1 (o as) al 10 i seguides per la V (de la veu francesa valet o patge), la D (de dame o senyora) i la R (de Roi o rei). Tradicionalment, tant els cors com els diamants es representen en vermell mentre que les piques i els trèvols en color negre;
- la baralla anglesa és semblant a la baralla francesa però l'As porta A (de ace) i les figures porten la J (de la veu anglesa jack o patge), la Q (de queen o reina) i la K (de king o rei).

Baralles que prenen com a model el model clàssic afegint-hi cartes
- baralla de Tarot, barreja que està composta de 78 cartes dividides en 22 naips coneguts com a arcans majors, 40 arcans menors i 16 honors o figures. Aquests dos darrers grups estan classificats en quatre colls: espases, copes, bastos i ors, de la mateixa manera que la baralla espanyola;
- baralla Minchiate. Semblant a la del Tarot, però amb 40 arcans.

Baralles asiàtiques
- baralles Karuta: baralles japoneses clàssiques, essent les seves les baralles més populars la Hanafuda i la Uta-garuta;
- baralles Ganjifa o Gânjaphâ: baralles originades a Pèrsia, la variació de les quals d'aquest tipus de joc de cartes, dita Dasavatara ganjifa, es va fer popular en l'Índia.

### Altres tipus de baralles
- baralles de cartomagia: baralles usades per a l'il·lusionisme;
- baralles col·leccionables;
- baralles numerades —per a jocs tipus Uno.

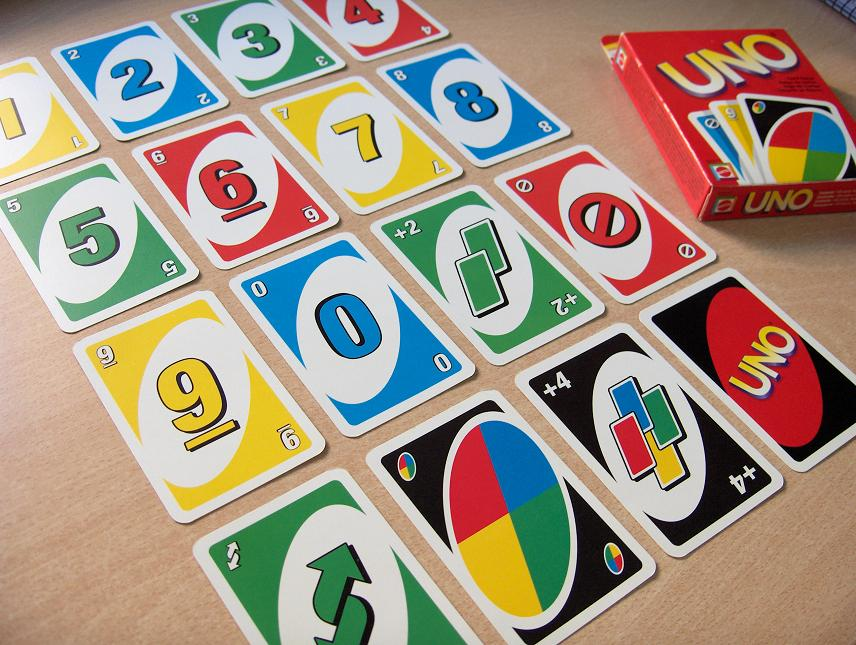
Les baralles numerades s'utilitzen per a jocs tipus Uno.

## Fabricants de baralles
- Bicycle, Estats Units
- The United States Playing Card Company (USPC), Cincinnati, Ohio, Estats Units
- Liceo Gráfico SL, Espanya
- Naipes Heraclio Fournier, Vitòria, Àlaba, País Basc
- Maestros Naiperos, S.L., València
- Naipes Canarios S.L., Espanya
- Naipes Comas, l'Hospitalet
- France Cartes, França
- Heritage, Gran Bretanya
- Piatnik, Àustria
- ASS Altenburger, Alemanya
- Cartamundi, Bèlgica
- Copag, Brasil
- Protea Playing Cards CO, Sud-àfrica
- Saint Petersbought, Rússia
- Kuo Kau, Taiwan
- Naipes y Pasatiempos, NAPASA, Mèxic
- Pasatiempos Gallo, Mèxic
- Productos Leo, S.A., Argentina
- Naipes Negros, Argentina
- Cantaclaro, Colòmbia
- Editorial Colina, Medellín, Colòmbia